# Pierre Pallardy
Pour les articles homonymes, voir Pallardy.
Pierre Pallardy, né en 1941 à Moulins (Allier) est un ostéopathe, diététicien et écrivain français, condamné en 2015 pour crime sexuel.

## Biographie
La mère de Pierre Pallardy meurt deux jours après sa naissance ; dernier d'une fratrie de dix enfants, il est élevé par son père qui meurt quand il a onze ans, il vit ensuite dans divers orphelinats. Adulte, il sert comme sous-lieutenant pendant la guerre d'Algérie et fait divers métiers : "commis vacher, serveur, plagiste, photographe, masseur à domicile." ,. Il entreprend ensuite des études de kinésithérapie. Diplômé en 1978 de l'école européenne d'ostéopathie, il acquiert également une formation de diététicien.
Il rencontre Florence, mannequin vedette pour le journal Elle, qu'il épouse, ils auront quatre enfants.
En 1979, il publie son premier livre, La Grande forme, dans lequel il prône une méthode basée sur l'harmonie de l'esprit et du corps et sur le respect des rythmes naturels. L'ouvrage devient un best-seller.
Pierre Pallardy devient, dans les années 1980, une vedette médiatique, fréquemment interviewé dans la presse française. Son cabinet compte de nombreuses vedettes comme clients, ce qui fait de lui l'ostéopathe du « tout-Paris ». Il publie plusieurs autres best-sellers sur le « bien-être », qui sont traduits dans diverses langues. Lui et son épouse Florence, qui co-signe certains de ses livres, sont présentés par Elle comme « le couple idéal de la santé ». Il obtient l'un de ses plus gros succès de librairie avec Et si ça venait du ventre ?, publié en 2002, qui se vend à 200 000 exemplaires.
En 2006, à la suite de plaintes déposées par quinze de ses anciennes patientes, il est mis en examen pour viols et agressions sexuelles. Condamné en première instance en 2013 à dix ans de prison, il est condamné en appel en 2015 à huit ans de réclusion et à une interdiction définitive d'exercer, ayant été reconnu coupable de viol sur quatre patientes et d'agression sexuelle sur trois autres. Le 3 novembre 2016, son pourvoi en cassation est rejeté, ce qui rend la condamnation définitive.
Pierre Pallardy est par ailleurs le frère cadet du cinéaste et acteur Jean-Marie Pallardy.

## Livres
- La Grande forme, Encre, 1979
- En pleine santé, Éditions no 1, 1981
- Vivre en pleine beauté (avec Florence Pallardy), Éditions no 1, 1982
- La Forme naturelle (avec Florence Pallardy), Éditions no 1, 1986
- Plus jamais mal au dos, Fixot, 1988
- Manger pour guérir, Marabout, 1988
- Maigrir là où vous voulez, Éditions no 1, 1988
- Les Chemins du bien-être, Fixot, 1990
- Le Droit au plaisir, Fixot, 1992
- Le Cri du cœur, Plon, 1996
- Maigrir avec Pierre Pallardy, Michel Lafon, 1997
- La Grande forme après 40, 60, 80 ans (avec Florence Pallardy), Éditions no 1, 1998
- Maigrir sans regrossir, Éditions no 1, 2000
- Et si ça venait du ventre ?, Robert Laffont, 2002
- Vaincre fatigue, stress, déprime et protéger son cœur, Robert Laffont, 2003
- Mon code de vie : santé, jeunesse, harmonie, Robert Laffont, 2005